# Rétállás
Rétállás (szlovénül: Ropoča, vendül régen Ropreča) falu a Muravidéken, Szlovéniában. Közigazgatásilag Szarvaslakhoz tartozik.

## Fekvése
Muraszombattól 20 km-re északnyugatra, Felsőlendvától 8 km-re délnyugatra a Vendvidéki-dombság a Goričko területén  az osztrák határ közelében a Lendva-tó északi partján fekszik. Területének mintegy ötödét erdők, a többi részét gyümölcsösök, szőlők, rétek, mezők teszik ki. Itt ömlenek a Lendva és Lukaj patakok a Lendva-tóba, amely Lendvakirályfa területén van.

## Története
A települést 1365-ben „Luprichfolua” néven említik először. 1366-ban „Poss. Radowanfalua al. nom. Rupertfalua” alakban szerepel. Felsőlendva várának tartozéka volt. A Széchy család birtoka volt, akik Felsőlendva várát a hozzátartozó 73 faluval, köztük Radovánfalvával a mai Rétállással együtt 1365-ben kapták I. Lajos magyar királytól Éleskő és Miskolc uradalmáért, valamint a Szent Péter és Pál apostolok tiszteletére létesült tapolcai apátság kegyuraságáért cserébe. Szent Ilona tiszteletére szentelt plébániatemplomát 1425-ben említik először.
Az egyházlátogatási jegyzőkönyvek szerint Rétállás 1627 és 1698 között a vízlendvai Szent György plébániához tartozott. Ekkor 86 lakosából csak négy volt katolikus, a többi evangélikus vallású volt. Ez különösen nehéz időszak volt az itt élők számára, hiszen a nép munkájának gyümölcseit hol a török, hol a német rabolta el. Az 1664-es szentgotthárdi csata után a török már kevesebbet zaklatta a területet, de adót a tótságiak még fizettek 1690-ig. Az oszmán hatalom ezután hátrébb szorult a Balkán irányába, így a lakosság számára is kedvezőbb időszak következett,
Az 1681-es soproni országgyűlés döntésének hatására, mely szerint protestáns istentisztelet csak az artikuláris helyeken végezhető, a nép tömegesen tért vissza a katolikus hitre. A Széchy család fiágának kihalása után 1685-ban Felsőlendva új birtokosa Nádasdy Ferenc, Széchy Katalin férje lett. Ezután Rétállás az uradalommal együtt egészen a 19. század második feléig a Nádasdyaké volt. 1808-ban a szombathelyi püspök a falut a perestói Szent Ilona plébániához csatolta.
Vályi András szerint „ROPRECSA. Vas Várm., földes Ura Gr. Nádasdy Uraság, lakosai katolikusok, és másfélék, fekszik Bertocsához közel, mellynek filiája, határja síkos, Stájer Országhoz közel van, szőleje, réttye jó van, fája mind a’ kétféle, legelője elég, fuvarozással is pénzt kereshetnek.”
Fényes Elek szerint „Roprecsa, vindus falu, a felső-lendvai uradalomban, Vas vmegyében, 303 kath. lak.”
Vas vármegye monográfiája szerint „Rétállás, 71 házzal és 366 vend lakossal. Vallásuk r. kath. Postája Vas-Hidegkút, távírója Muraszombat. A község a tervezett gyanafalva-muraszombati vasútvonal mentén fekszik.”
1910-ben  381, túlnyomórészt szlovén lakosa volt. A trianoni békeszerződésig Vas vármegye Muraszombati járásához tartozott.  Az első világháborúban 16 helyi lakos esett el. 1919-ben  először a de facto Vendvidéki Köztársasághoz, majd a Szerb–Horvát–Szlovén Királysághoz csatolták, mely 1929-ben a Jugoszlávia nevet vette fel. 1941-ben újra visszakerült Magyarországhoz, majd 1945 után véglegesen Jugoszlávia része lett. Az 1945 április eleji harcokban több házat is találat ért, egy ház teljesen leégett.
A háború után megindult a gyors fejlődés, 1956-ban bevezették az elektromos áramot, 1965-ben megépült a vízvezeték hálózat. A falu arculatát jelentősen megváltoztatta az 1975 és 1979 között létesített Lendva-tó. 1988-ban kiépült a telefonhálózat, majd a 90-es években befejeződött az utak aszfaltozása. 1991-ben, Szlovénia függetlenségének kikiáltása óta Rétállás Szlovénia része. 1998-ban felépült a tűzoltószerház új épülete. 2002-ben a településnek 234 lakója volt.

## Nevezetességei
Jézus Szíve tiszteletére szentelt kápolnája 1938 és 1941 között épült.